# Vincent-Froideville
Vincent-Froideville es una comuna nueva francesa situada en el departamento de Jura, de la región de Borgoña-Franco Condado.

## Historia
Fue creada el 1 de abril de 2016, en aplicación de una resolución del prefecto de Jura de 11 de marzo de 2016 con la unión de las comunas de Froideville y Vincent, pasando a estar el ayuntamiento en la antigua comuna de Vincent.

## Demografía
| Gráfica de evolución demográfica de Vincent-Froideville entre 1800 y 2013 |
|                                                                           |

Los datos entre 1800 y 2013 son el resultado de sumar los parciales de las dos comunas que forman la nueva comuna de Vincent-Froideville, cuyos datos se han cogido de 1800 a 1999, para las comunas de Froideville y Vincent de la página francesa EHESS/Cassini. Los demás datos se han cogido de la página del INSEE.

## Composición
| Comuna delegada | Código INSEE | Población (2013) | Superficie (km²) | Densidad (hab./km²) |
| --------------- | ------------ | ---------------- | ---------------- | ------------------- |
| Froideville     | 39243        | 74               | 2.97             | 25                  |
| Vincent         | 39577        | 317              | 8.72             | 36                  |